# Конрад Цьолнер фон Ротенщайн
Конрад Цьолнер фон Ротенщайн (на немски: Konrad Zöllner von Rotenstein) е двадесет и третият Велик магистър на рицарите от Тевтонския орден.
Конрад служи последователно като прокуратор на ордена и комтур в Кристбург (Стари Дзьежгон), а след това е комтур на Данциг. След избора му за Велик магистър след Винрих фон Книпроде Конрад продължава политиката на предшественика си за насърчаване на заселването на източнопруските територии и стимулация на търговията.